# Zukunftskolleg

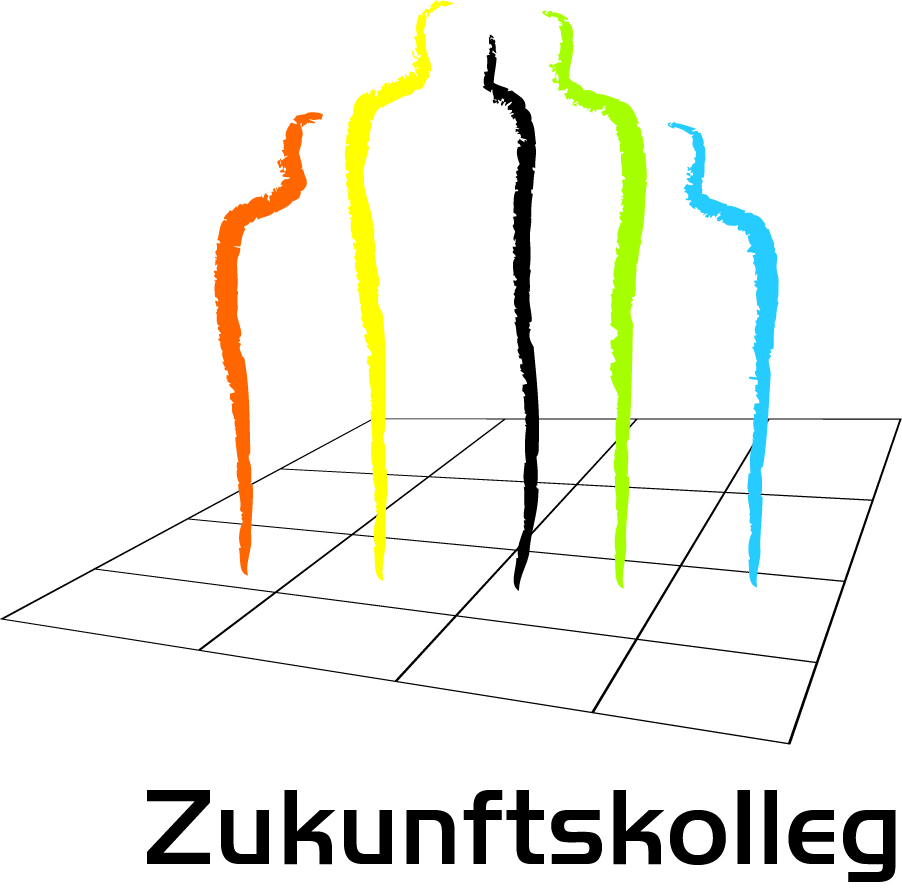

Das Zukunftskolleg ist ein Institut zur Förderung von Nachwuchswissenschaftlern. Es ist eine zentrale Forschungseinrichtung der Universität Konstanz und wird im Rahmen der Exzellenzstrategie des Bundes und der Länder sowie von der Hector-Stiftung II gefördert. Das Institut bietet Nachwuchswissenschaftlern ein interdisziplinäres Arbeitsumfeld.

## Geschichte
Auf Initiative des damaligen Rektors der Universität Konstanz, Gerhart von Graevenitz, wurde am 14. Februar 2001 das „Zentrum für den wissenschaftlichen Nachwuchs“ (ZWN) eingerichtet. Im Rahmen der Exzellenzinitiative I im Jahr 2007 wurde das ZWN in das Zukunftskolleg überführt.
Seitdem können können sich Wissenschaftler in allen Karrierestufen auf verschiedenartige Fellowships bewerben wie Associated, Postdoctoral oder Senior Fellowships. Im Jahr 2012 hat das Zukunftskolleg eine Kofinanzierung des EU-Programms „Marie Skłodowska Curie“ in Höhe von 6,24 Millionen Euro eingeworben. Dadurch konnte es das bestehende Fellowship-Programm durch ein „Zukunftskolleg Incoming Fellowship Programme“ (ZIF-Marie-Curie-Programm) ergänzen. Seit 2018 wird das Fellowship-Programm durch ZUKOnnect Fellowships erweitert: Sie richten sich gezielt an Nachwuchswissenschaftler aus Afrika, Asien und Lateinamerika mit dem Ziel, ihnen den Zugang zum deutschen Wissenschaftssystem zu erleichtern.

## Aufgabe
Das Kernanliegen des Zukunftskollegs ist die Förderung der frühen Selbstständigkeit von Nachwuchswissenschaftlern durch die Vergabe von Fellowships und ein Angebot an diversen Förderinstrumenten. Das Zukunftskolleg richtet sich explizit an Forschende, die bereits eine Promotion abgeschlossen, aber noch keine Dauerstelle im wissenschaftlichen Betrieb haben. Das Zukunftskolleg vergibt Zweijahresstellen an diejenigen, die sich in der frühen wissenschaftlichen Karriere befinden und Fünfjahresstellen an diejenigen, die weiter fortgeschritten sind und eine eigene Forschungsgruppe aufbauen können. Seit 2007 hat das Zukunftskolleg insgesamt 131 Fellowships vergeben, davon 63 % an aus dem Ausland stammende Wissenschaftlern.
Es verfolgt eine 5i-Strategie: Frühe Unabhängigkeit bei gleichzeitiger Anbindung an den jeweiligen Fachbereich bzw. an ein Cluster in einer generationenübergreifenden und internationalen Gemeinschaft mit Wissenschaftlern aller Forschungsrichtungen. Dadurch bietet es dem wissenschaftlichen Nachwuchs einen alternativen Weg zur Professur.